# Cristian Brolli
Cristian Brolli (ur. 28 lutego 1992 w San Marino) – sanmaryński piłkarz występujący na pozycji obrońcy w SS Folgore/Falciano.

## Kariera klubowa
Grę w piłkę nożną rozpoczął w akademii San Marino Calcio. W połowie 2011 roku odszedł do SS Folgore/Falciano (Campionato Sammarinese), gdzie nie zaliczył żadnego występu. Jesienią 2011 roku podpisał umowę z AC Cattolica Calcio (Promozione Emilia-Romagna). W sezonie 2011/12 awansował z tym klubem do Eccellenza Emilia-Romagna i zdobył Coppa Italia Promozione Emilia-Romagna, po zwycięstwie w meczu finałowym nad Lentigione Calcio. W październiku 2012 roku doznał uszkodzenia więzadła rzepki, po którym zmuszony był poddać się półrocznej rekonwalescencji. W lipcu 2014 roku Brolli został zawodnikiem AC Sammaurese. W sezonie 2014/15 awansował z tym klubem, po raz pierwszy w jego historii, do Serie D i wywalczył Coppa Italia Eccellenza Emilia-Romagna, po pokonaniu w finale 5:1 Crociati Noceto. Latem 2015 roku otrzymał od FSGC nominację do nagrody Golden Boy dla najlepszego zawodnika w sanmaryńskiej piłce nożnej młodzieżowej. W przerwie zimowej sezonu 2015/16 został wypożyczony na okres jednej rundy do AC Cattolica Calcio, z którą spadł z Eccellenza Emilia-Romagna.
Latem 2016 roku rozstał się definitywnie z AC Sammaurese i powrócił do SS Folgore/Falciano. W czerwcu tegoż roku zanotował pierwszy występ w europejskich pucharach w spotkaniu z AEK Larnaka (0:3) w eliminacjach Ligi Europy UEFA. 9 września 2016 zadebiutował w Campionato Sammarinese w wygranym 3:0 meczu przeciwko SS Murata. W sezonie 2017/18 wywalczył wicemistrzostwo kraju, po przegranej w finale play-off 0:1 z SP La Fiorita. W sezonie 2018/19 dotarł ze swoim zespołem do finału Pucharu San Marino, przegranego 0:1 z SP Tre Fiori. W latach 2018, 2019 i 2021 był nominowany przez FSGC do nagrody Pallone di Cristallo, przyznawanej najlepszemu piłkarzowi w San Marino. W sezonie 2020/21 wywalczył z SS Folgore/Falciano mistrzostwo kraju. Wraz z nadejściem 2022 roku zawiesił swoją karierę, którą wznowił po 12 miesiącach.

## Kariera reprezentacyjna
W latach 2007–2008 Brolli zanotował 4 spotkania w reprezentacji San Marino U-17, podczas dwóch kampanii kwalifikacyjnych do Mistrzostw Europy. Jego debiut w międzynarodowych rozgrywkach miał miejsce 1 października 2007 w przegranym 0:6 meczu z Hiszpanią U-17. W latach 2009–2010 wystąpił pięciokrotnie w kadrze U-19. W latach 2010–2014 zaliczył 14 występów w reprezentacji U-21, grając w trzech turniejach eliminacyjnych do Mistrzostw Europy U-21.
14 sierpnia 2012 zadebiutował w seniorskiej reprezentacji San Marino w przegranym 2:3 towarzyskim meczu z Maltą w Serravalle, zmieniając w 46. minucie Alessandro Della Valle. 15 listopada 2014 wystąpił w zremisowanym 0:0 spotkaniu z Estonią w eliminacjach Mistrzostw Europy 2016. San Marino zdobyło tym samym pierwszy w historii punkt w kwalifikacjach mistrzostw Europy i przerwało serię 61 porażek z rzędu. 13 października 2020 zagrał w meczu przeciwko Liechtensteinowi w Lidze Narodów UEFA 2020/21 w Vaduz (0:0), w którym reprezentacja San Marino wywalczyła pierwszy punkt w rozgrywkach Ligi Narodów i po raz pierwszy w historii nie straciła bramki w meczu wyjazdowym.

## Sukcesy
AC Cattolica Calcio
- Coppa Italia Promozione Emilia-Romagna: 2011/12

AC Sammaurese
- Coppa Italia Eccellenza Emilia-Romagna: 2014/15

SS Folgore/Falciano
- mistrzostwo San Marino: 2020/21